# Schwesterlein
Schwesterlein (internationaler Titel: My Little Sister bzw. Petite Sœur) ist ein Schweizer Spielfilm von Stéphanie Chuat und Véronique Reymond aus dem Jahr 2020. Das Drama, für das die beiden Regisseurinnen auch das Drehbuch verfassten, erzählt von einem Zwillingspaar (dargestellt von Nina Hoss und Lars Eidinger), das in der Berliner Theaterwelt Erfolge gefeiert hat, aber dann mit einem gesundheitlichen Schicksalsschlag konfrontiert wird.
Der Film wurde von der Schweizer Filmproduzentin Ruth Waldburger produziert. Die Uraufführung erfolgte am 24. Februar 2020 im Rahmen des Wettbewerbs der 70. Internationalen Filmfestspiele Berlin.

## Handlung
Lisa hat einst als Autorin an Berliner Bühnen Erfolge gefeiert. Mittlerweile lebt sie mit ihrer Familie in einem Provinzdorf in der Schweiz, wo ihr Ehemann Martin eine elitäre internationale Schule leitet. Ihr Zwillingsbruder Sven hat es ebenso als Schauspieler an der Berliner Schaubühne zu Berühmtheit gebracht. Eine aggressive Leukämie-Erkrankung unterbricht aber seine Karriere. Sven hofft darauf, wieder als Hamlet auftreten zu können. Sein Freund und langjähriger Regisseur David will die Rolle aber nicht mit ihm besetzen, da er fürchtet, dass Sven auf der Bühne zusammenbrechen oder gar sterben könnte.
Der Schicksalsschlag lässt die Beziehung der Geschwister noch enger werden. Lisa will die Diagnose ihres Bruders nicht hinnehmen. Sie reist nach Berlin und setzt alles daran, Sven wieder als Schauspieler auf der Bühne zu sehen. Gleichzeitig beginnt sie sich dabei wieder kreativ und lebendig zu fühlen. Aber Svens Zustand verschlechtert sich zusehends – eine Knochenmarkspende Lisas hat nicht den erhofften Erfolg gehabt. Lisa und Svens Mutter Kathy, ebenfalls Schauspielerin, erweist sich als unzuverlässig und mit sich selbst beschäftigt. Daraufhin nimmt Lisa ihren Bruder mit in die Schweiz. Sie hofft dort durch neue Behandlungsmethoden auf ein Wunder. Für die Heilung ihres Zwillingsbruders vernachlässigt Lisa alles andere, darunter auch ihre Familie. Daran droht ihre Ehe zu zerbrechen, vor allem als ihr Ehemann Martin seinen Vertrag bei der Schule um fünf Jahre verlängert, ohne es mit ihr abzusprechen.
Als Sven sich weiteren Behandlungen verschließt und seine Krankheit immer einschränkender wird, kehrt er schließlich nach Berlin zurück. Auch Lisa reist mit ihren Kindern Noah und Linne-Lu nach Berlin, um ihren Bruder zu unterstützen, allerdings ohne Martin darüber Bescheid zu geben. Lisa, die zuvor lange unter einer Schreibblockade gelitten hatte, macht sich an eine moderne Adaption von Hänsel und Gretel. Mit diesem Stück will sie Sven ein letztes Mal an der Schaubühne auftreten lassen, doch David lehnt erneut mit Verweis auf Svens Krankheit ab. Lisa ist von David schwer enttäuscht. Unterdessen reist Martin aus der Schweiz an und will die beiden Kinder mitnehmen, weil diese seiner Meinung nach nicht ihrem Onkel beim Sterben zuschauen sollen. Als sich die Kinder allerdings dagegen sträuben, lenkt Martin ein und bringt die Kinder zu Lisa zurück. Diese vollendet ihr Theaterstück über Hänsel und Gretel am Sterbebett ihres Zwillingsbruders, getragen von dessen Ermutigungen und Hinweisen.

## Hintergrund

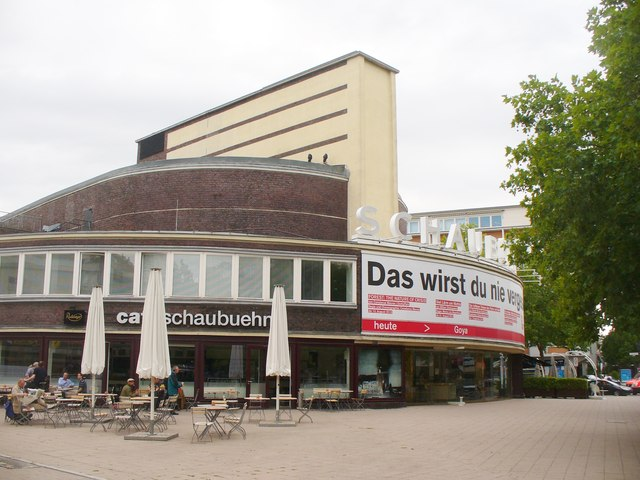
Drehort Berlin: Schaubühne

Die Dreharbeiten fanden von Februar bis März 2019 statt. 
Der Film kam am 29. Oktober 2020 für vier Tage in die deutschen Kinos, die dann aber im Zuge des zweiten Corona-Lockdown schließen mussten.
Musikalisch eingefasst wird der Film durch die gesungene Vertonung von Johannes Brahms des Volkslieds „Schwesterlein“ (Deutsche Volkslieder Nr. 15) zu Beginn und der Klavierfassung des Choralvorspiels „Wachet auf ruft uns die Stimme“ (BWV 645) von Johann Sebastian Bach am Ende des Films.

## Kritik
"Schwesterlein" ist ein glänzend gespieltes Familiendrama. Die emotionalen, sensibel geschriebenen Dialoge sowie die zahlreichen Verweise auf die literarische Tradition der Geschichte machen Stéphanie Chuats und Véronique Reymonds zu einem oft sehr klugen und berührenden Film.

## Auszeichnungen
Mit Schwesterlein traten Stéphanie Chuat und Véronique Reymond erstmals im Wettbewerb um den Goldenen Bären an, den Hauptpreis der Berlinale. Der Film blieb aber unprämiert. Im selben Jahr folgten Nominierungen für den Deutschen Schauspielpreis (Hauptdarstellerin: Nina Hoss, Nebendarstellerin: Marthe Keller) sowie für den Europäischen Filmpreis (Beste Darstellerin: Hoss). Darüber hinaus gelangte der Film auch in die Vorauswahl für die Golden Globe Awards 2021 (Bester fremdsprachiger Film).
Bei der Verleihung des Schweizer Filmpreises erhielt Schwesterlein fünf Auszeichnungen: als bester Film, für das beste Drehbuch, die beste Kamera, die beste Montage und für die beste Nebenrolle.